# سد سامراء
سد سامراء هو سد مائي يقع على نهر دجلة قرب مدينة سامراء في العراق أنشئ عام 1951 م  وأنجز عام 1956 م بطول 1200 متر ويرتبط السد عبر قناة تحويل بمنخفض الثرثار غرباً.